# يين تاو
يين تاو (بالصينية: 殷桃) هي ممثلة صينية، ولدت في 6 ديسمبر 1979 في تشونغتشينغ في الصين.